# Inírida, Guainía
Inírida là một khu tự quản thuộc tỉnh Guainía, Colombia. Thủ phủ của khu tự quản Inírida đóng tại Inírida Khu tự quản Inírida có diện tích 16165 ki lô mét vuông. Đến thời điểm ngày 28 tháng 5 năm 2005, khu tự quản Inírida có dân số 7287 người.